# Sozialistische Jugend Österreich
| Sozialistische Jugend Österreich (SJÖ) | Sozialistische Jugend Österreich (SJÖ)                                                                                              |
| -------------------------------------- | --- |
| Logo der SJ seit November 2020         | |
| Vorsitzende                            | Larissa Zivkovic |
| Sekretärin                             | Emelie Wally |
| Gründung                               | 4. November 1894 in Wien |
| Hauptsitz                              | Amtshausgasse 4, 1050 Wien |
| Ausrichtung                            | Demokratischer Sozialismus / Marxismus Antimilitarismus Antifaschismus Antikapitalismus Feminismus / Antiseximus Internationalismus |
| Internationale Verbindungen            | International Union of Socialist Youth (IUSY) Young European Socialists (YES)                                                       |
| Zeitung                                | trotzdem.at |
| Website                                | sjoe.at |

Die Sozialistische Jugend Österreich (SJÖ, auch SJ) ist die größte linke Jugendorganisation Österreichs. Gegründet im Jahr 1894 als Verein zum Schutz von Lehrlingen, trug sie ursprünglich den Namen Verein Jugendlicher Arbeiter (VJA). Obwohl sie nicht offiziell Teil der Sozialdemokratischen Partei Österreichs (SPÖ) ist, gilt die SJÖ als Vorfeldorganisation der SPÖ. Zwischen beiden Organisationen besteht eine enge politische und organisatorische Beziehung – so ist die SJÖ beispielsweise in Gremien der SPÖ aktiv eingebunden und nimmt regelmäßig an parteiinternen Entscheidungsprozessen teil. Zusätzlich ist sie Mitglied der internationalen Dachverbände Young European Socialists (YES; ehemals ECOSY) sowie der International Union of Socialist Youth (IUSY), die ihren Hauptsitz in Wien mit der SJÖ teilt.
Das im Jahr 2004 verabschiedete Grundsatzprogramm der Organisation basiert auf wissenschaftlichem Sozialismus und Marxismus, was die SJÖ politisch linker positioniert als die sozialdemokratische SPÖ.

## Struktur
Die Sozialistische Jugend ist in allen neun Bundesländern durch Landesorganisationen vertreten, die wiederum in Orts- und Bezirksgruppen (früher auch Betriebsgruppen) unterteilt sind. Ihre politische Arbeit umfasst einerseits Bildungsaktivitäten wie Gruppenabende in Bezirks- und Ortsgruppen sowie politische Seminare (Bildungswerkstatt, Antifaschismusseminar, Feminismusseminar und die Wien-Seminare Marxseminar und Sommerwerkstatt) und andererseits politischen Aktivismus. Bei Wahlen tritt die Sozialistische Jugend häufig mit eigenen Kandidatinnen und Kandidaten an, für die sie Vorzugsstimmen sammelt. Seit der Nationalratswahl 2019 ist die Sozialistische Jugend mit ihrer ersten weiblichen Vorsitzenden Julia Herr im Nationalrat vertreten.

### Räumliche Gliederung
Auf der untersten Ebene ist die Sozialistische Jugend in Ortsgruppen organisiert, d. h. in einer räumlichen Grundstruktur innerhalb einer Stadt, einer Gemeinde oder auch nur eines Dorfes. Die Mitglieder dieser Ortsgruppen wählen in regelmäßigen Abständen einen Vorstand. Gibt es in politischen Bezirken, die zumeist den Verwaltungsbezirken der einzelnen österreichischen Bundesländer entsprechen, mehrere Ortsgruppen, so können sich diese auch als Bezirksorganisation konstituieren und einen Bezirksvorsitzenden sowie einen Bezirksvorstand wählen.
Auf der Ebene darüber gibt es neun Landesorganisationen, die gemäß den neun österreichischen Bundesländern organisiert sind. Der Landesvorstand wird von der Landeskonferenz für eine bestimmte Periode, meist zwei Jahre, gewählt. Auf der Landeskonferenz wird darüber hinaus über Anträge diskutiert und beschlossen, die die politische Leitlinie der Arbeit des Landesvorstandes vorgeben, wobei die Orts- und Bezirksorganisationen auf der Landeskonferenz gemäß ihrer Mitgliederstärke durch Delegierte vertreten sind.
Eine gewisse Ausnahme in der SJ-Struktur stellt Wien dar, da die größte Stadt Österreichs zugleich ein eigenes Bundesland ist. Das bedeutet, dass die Sozialistische Jugend Wien als Landesorganisation konstituiert ist. Sie setzt sich zusammen aus Bezirksorganisationen, die den einzelnen Wiener Gemeindebezirken entsprechen.
Nicht alle Landesorganisationen sind unter dem Namen „Sozialistische Jugend“ konstituiert: Die Landesorganisation von Salzburg trägt die Bezeichnung „Junge SozialistInnen“ kurz „Jusos“, die Landesorganisation von Kärnten nennt sich „SJG – Die junge Sozialdemokratie“. Der Begriff „SJG“ entstand durch die Zusammenlegung von Sozialistischer Jugend und Junge Generation (SPÖ) in Kärnten. Auch die Landesorganisationen in Tirol und Salzburg sind Zusammenlegungen von SJ und JG. Ähnlich war es von 1995 bis 2002 im Burgenland, wo auf Betreiben der SPÖ SJ und JG zur „Juso Burgenland“ („Junge Sozialdemokratie“) zusammengelegt wurden. Seit 2002 heißt die Landesorganisation wieder SJ Burgenland, die burgenländische JG gibt es nicht mehr. In der Steiermark erfolgte im Zuge der Landeskonferenz 2005 die Rückbenennung von „Jusos“ in „Sozialistische Jugend Steiermark“, in Tirol schließlich auf der Landeskonferenz 2013.
Bundesweit sind die Landesorganisationen durch den „Verband der Sozialistischen Jugend“ mit Sitz in Wien zusammengefasst. Verbandsvorsitzende der Sozialistischen Jugend ist seit dem Jahr 2025 Larissa Zivkovic. Die Verbandsvorsitzende sowie die anderen Mitglieder des Verbandsvorstandes werden alle zwei Jahre auf dem Verbandstag gewählt. Auf dem Verbandstag sind, analog zu den Landeskonferenzen, die Landesorganisationen und die Orts- und Bezirksgruppen proportional zur Mitgliederzahl mit Delegierten vertreten, um über inhaltliche Leitlinien zu diskutieren.
Vorsitzende der einzelnen Landesorganisationen sind:
- Wien: Rihab Toumi
- Niederösterreich: Amelie Muthsam
- Oberösterreich: Eva Reiter
- Tirol: Nick Grüner
- Steiermark: Jonathan Kaspar
- Salzburg (Jusos): Lena Wimmreuter
- Kärnten (SJG): Paul Kofler
- Burgenland: Vanessa Wiener
- Vorarlberg: Derzeit keine Vorsitzende (ehemals Sonja Kopf)

### Frauen*politische Kommission
Die Frauenpolitische Kommission (FPK) agiert als eigenständiger Teil innerhalb der Organisation und ermöglicht es allen Frauen (oder FLINTA* Personen), sich in der Sozialistischen Jugend zu organisieren. Dabei nutzt sie teilweise eine geschlechtersensible und inklusive Schreibweise, wie zum Beispiel FLINTA*. Die FPK organisiert verschiedene Aktivitäten, darunter frauenpolitische Kampagnen, separate Seminare wie das FEMSEM, setzt sich mit politischen Themen auseinander und hat die Möglichkeit, Anträge auf Landeskonferenzen oder beim Verbandstag zu stellen. Die derzeitige Sprecherin der FPK in der Sozialistischen Jugend Österreich ist Fiona Schindl.

### Weitere Strukturen
Die Sozialistische Jugend gründete darüber hinaus 1974 eine Schülerorganisation, die Aktion kritischer Schüler_innen (AKS). Inzwischen arbeitet diese von der SJ unabhängig, aber dennoch in enger Kooperation. Die Sozialistische Jugend verfügt über einen eigenen Verlag, den „Trotzdem-Verlag“, in dem auch das Zentralorgan der SJ, die Zeitung „Trotzdem“, seit 1948 erscheint. Neben der Publikation der Bundesorganisation geben auch die einzelnen Landesorganisationen ihrerseits Printmedien heraus, so zum Beispiel die SJ Niederösterreich das „Direkt“, die SJ Burgenland die „Signale“, die SJ Oberösterreich den „Extradienst“, die Salzburger Jusos die „Rotschrift“ oder die SJ Wien den „Faktor“. Neben dem „Trotzdem-Verlag“ befindet sich das „Europacamp“ in Weißenbach am Attersee, wo größere Freizeitveranstaltungen und Seminare der SJÖ abgehalten werden, ansonsten aber ein normaler Campingplatz- und Jugendherbergs-Betrieb herrscht, im Besitz der SJÖ sowie der SJ Oberösterreich.

### Wiener Struktur
Die SJ Wien ist in 17 der 23 Wiener Bezirken vertreten. Diese sind:
- SJ2 (Leopoldstadt)
- SJ3 (Landstraße)
- SJ4 (Wieden)
- SJ5 (Margareten)
- SJ6 (Mariahilf)
- SJ7 (Neubau)
- SJ8 (Josefstadt)
- SJ10 (Favoriten)
- SJ11 (Simmering)
- SJ12 (Meidling)
- SJ13 (Hietzing)
- SJ16 (Ottakring)
- SJ17 (Hernals)
- SJ20 (Brigittenau)
- SJ21 (Floridsdorf)
- SJ22 (Donaustadt)
- SJ23 (Liesing)

ist jedoch in den folgenden 6 Bezirken nicht vertreten:
- Innere Stadt (1. Bezirk)
- Alsergrund (9. Bezirk)
- Penzing (14. Bezirk)
- Währing (18. Bezirk)
- Döbling (19. Bezirk)
- Rudolfsheim-Fünfhaus (15. Bezirk)

Mitte November 2023 beschloss der Vorstand der SJ Wien gemeinsam mit allen Bezirken einstimmig, die SJ9 (Alsergrund) aufzulösen, die Teil der „Der Funke“ (RKI; ehemals IMT) Fraktion war. Laut offizieller Seite der SJ wurde diese Entscheidung teilweise aufgrund langjährig unsolidarischen Verhaltens und Versuch, SJ Mitglieder für den Funken zu rekrutieren, getroffen. Zusätzlich erfolgte die Auflösung, da die SJ9 bzw. der Funke an Aktionen entweder ausschließlich als Funke oder als SJ teilnahm und somit den Namen und die Plattform der SJ ausnutzte. Laut SPÖ jedoch erfolgte diese Auflösung aufgrund vermeintlich anti-israelischer Äußerungen während Aktionen und Forderungen für Freiheit in Palästina.
Im Jahr 2021 wurde die SJ7 offiziell aufgelöst, da die Mitgliedschaft in den letzten Jahren zurückgegangen war. Im Jahr 2023 traf der Vorstand der SJ Wien jedoch die Entscheidung, bei ihrer Wiedergründung zu helfen, und seitdem ist die SJ7 wieder aktiv. Mitte 2024 wurde beschlossen, die zwei neu gegründeten SJ-Bezirke SJ6 und SJ8 mit dem ebenfalls noch im Aufbau befindlichen SJ7 zu vereinen. Die Zusammenlegung führte zur Schaffung der temporären Organisation SJ6,7,8. Mit dieser Maßnahme sollen die Gruppen gestärkt werden. Sobald die Mitgliederzahlen ausreichend gewachsen sind, sollen die drei SJ-Bezirke offiziell in ihre eigenen bezirksorganisationen konstituiert werden.
Die SJ11 trifft sich in ihrem historischen Lokal in der Drischützgasse 4. Dieser Ort ist am 16. Oktober 1932 als „Simmeringer Blutsonntag“ in die Geschichte eingegangen, als eine Gruppe bewaffneter Nationalsozialisten das Arbeiterheim und das damalige Bezirkssekretariat der SDAP Simmering überfiel. Dieser Angriff führte zu vier Todesopfern – zwei Wiener Nationalsozialisten, dem sozialistischen Polizisten und Mitglied des Republikanischen Schutzbundes Karl Tlasek und der zufällig vorbeikommenden Passantin Therese Scherbaum. Der Ort war bereits im Vorfeld durch Gerüchte über einen möglichen Angriff bekannt geworden und wurde von einer Kompanie des Schutzbundes besetzt, die die Angreifer zurückdrängen konnte. Allerdings stürmte dann die eintreffende Polizei das Arbeiterheim und schützte dabei den Rückzug der Nazis. Sie verprügelten die verschanzten Verteidiger im Arbeiterheim und verhafteten über 100 Personen, darunter auch den Simmeringer Bezirkssekretär Georg Medwed. Ein Großteil der Verteidiger wurde anschließend zu 9 Monaten Kerker verurteilt. Heute gedenkt die SJ11 dieses Ereignisses mit ihrem 16. Oktober-Gedenken.

### Trennung der SJ Vorarlberg von der Bundesorganisation
Am 6. Oktober 2024 entschied die Landeskonferenz der Sozialistischen Jugend Vorarlberg, sich sowohl von der SPÖ als auch von der SJÖ zu trennen und sich der am 9. November 2024 zu gründenden Revolutionären Kommunistischen Partei (RKP) anzuschließen. Diese Entscheidung war eine Reaktion auf die Unzufriedenheit mit der Entwicklung der Sozialdemokratie, die nach Meinung der SJ Vorarlberg nicht genug auf Arbeiterklasse-Politik setzt. Bereits zuvor hatte die SJ Vorarlberg bei den Nationalratswahlen 2024 eine Wahlempfehlung für die Kommunistischen Partei Österreichs (KPÖ) geäußert, welche zum Ausschluss des SJ-Vorarlberg-Vorstandes aus der SPÖ führte.
Die SJV agiert nun unter dem Namen „Revolutionäre Sozialistische Jugend“ (RSJ), was jedoch nicht mit der historischen RSJ von 1934 bis 1938 zu verwechseln ist.

## Politische Ausrichtung
Die SJÖ bekennt sich explizit zum Marxismus und tritt daher für die Überwindung des Kapitalismus mit dem Ziel des Sozialismus ein. Die SJÖ ist aber nicht nur eine klar antikapitalistische Organisation, sondern auch wesentlich antifaschistisch, antirassistisch, antiimperialistisch, antimilitaristisch und antipatriarchal geprägt.
Die SJÖ ist keine völlig homogene, sondern durchaus pluralistische Organisation. Die grundsätzlich marxistische Ausrichtung hat erst im Jahr 2000 wieder die Oberhand gewonnen gegen jene Organisationsteile, die den Marxismus für nicht zeitgemäß hielten und in diesem Sinne für eine „Modernisierung“, das heißt eine Sozialdemokratisierung der SJÖ, eintraten. Gegenwärtig hat sich das klare Übergewicht der Linken, das sich vor allem als Bündnis der großen Landesorganisationen Niederösterreich, Oberösterreich, Wien, Steiermark und Burgenland präsentiert, in der SJÖ stabilisiert. Beim Verbandstag im Herbst 2004 hat sich die SJÖ ein neues Grundsatzprogramm gegeben, das sich am wissenschaftlichen Sozialismus im Sinne von Karl Marx und Friedrich Engels orientiert.
Wenngleich die marxistische Linke in der SJÖ gegenwärtig die Hegemonie innehat, so ist auch diese Linke durchaus heterogen. Neben der gemäßigten marxistischen Mehrheit in der SJÖ, die sich damals auch u. a. am Konzept des Austromarxismus orientiert hat, gab es noch eine weitere kleinere, radikalere Strömung: die trotzkistische Fraktion, die sich rund um die Zeitschrift „Der Funke“, bzw. IMT/RKI gruppierte und insbesondere in der SJ Vorarlberg sowie in der SJ9 vertreten war. Darüber hinaus gab es auch eine marxistisch-leninistische Strömung, die sich an der Stamokap-Theorie orientierte. Den stärksten nichtmarxistischen Teil der SJÖ verkörpert die Bezirksorganisation in Linz.
Die SJ unterstützt im Nahostkonflikt offiziell eine Zwei-Staaten-Lösung, wobei besonderer Wert auf die Selbstbestimmung der Palästinenser und die Grenzen gelegt wird, die durch die UN-Resolution 181 (II) der Vereinten Nationen (UN) festgelegt wurden.

### Verhältnis zur Sozialdemokratischen Partei Österreichs
Viele SPÖ-Politiker haben eine Vergangenheit in der SJÖ, SAJ und/oder RSJ, darunter der spätere Bundeskanzler Bruno Kreisky oder der ehemalige Landessekretär der SJ Niederösterreich und derzeitige SPÖ-Vorsitzende Andreas Babler. Der ehemalige SPÖ-Vorsitzende Alfred Gusenbauer war von 1984 bis 1990 Vorsitzender der SJÖ, und der ehemalige Bundeskanzler und SPÖ-Vorsitzende Werner Faymann war von 1981 bis 1987 Vorsitzender der SJ Wien.
Dennoch war das Verhältnis zwischen SJ und der Mutterpartei SPÖ bisweilen ein angespanntes, da die SJ nicht nur ihre programmatische – wie etwa die deutschen Jusos im Verhältnis zur SPD –, sondern auch immer ihre organisatorische Eigenverantwortung verteidigte und diese auch bis heute ausübt. Dies führte dazu, dass heute als Gegenstruktur zur allzu eigenständigen SJ auch ein eigenes Parteireferat der SPÖ mit dem Namen „Junge Generation“ (JG) besteht, das 1958 als „Jungwählerreferat“ gegründet worden war. War dies zunächst der Versuch, einen Übergang, eine altersstrukturelle Brücke zwischen der SJ und der SPÖ herzustellen, so wurde die JG mehr oder minder zur parteihörigen Parallelstruktur zur SJ, wenngleich das obere Alterslimit für die SJ 35 Jahre beträgt, während jedes Mitglied der SPÖ, das bis zu 38 Jahre alt ist, automatisch Mitglied der JG ist.
Die Eigenständigkeit der SJ gegenüber der SPÖ – sowohl in organisatorischer als auch politischer Hinsicht – äußerte sich auch 1991, als der Schritt der SPÖ, die sich damals von „Sozialistische Partei Österreichs“ in „Sozialdemokratische Partei Österreichs“ umbenannte, sehr bewusst nicht nachvollzogen wurde und von der überwältigenden Mehrheit der SJ-Mitglieder auch bis heute konsequent abgelehnt wird.

## Geschichte

### Bis 1918: Verein Jugendlicher Arbeiter

#### Anfänge
Die Geschichte der Sozialistischen Jugend reicht bis in das Jahr 1893 zurück, als Berichte über zwei Jugendgruppen in den Wiener Bezirken Ottakring und Hernals aufkamen. Die Gruppe „Bücherskorpion“ in Ottakring und der „Jugendbund“ in Hernals engagierten sich in kollektivem Lernen, Lesen, Rechtschreibübungen und Vorträgen über revolutionäre Werke. Allmählich vertieften sie sich aufgrund ihrer täglichen Erfahrungen und Schwierigkeiten als Lehrlinge in soziale und politische Fragen. Nach einer gemeinsamen Veranstaltung der beiden Jugendgruppen entstand die Idee zur Gründung eines einheitlichen Vereins. Unterstützt von Funktionären der Wiener Arbeiterbewegung begannen organisatorische und inhaltliche Arbeiten. Am 3. Juni 1894 wurde in Ottakring eine Gründungsversammlung abgehalten, die zur Bildung eines Ausschusses führte, der mit der Ausarbeitung der Statuten und der Erlangung der behördlichen Genehmigung für die Vereinsgründung beauftragt war. Am 4. November 1894 wurde in Wien schließlich der Verein Jugendlicher Arbeiter (VJA) gegründet.
Die Gründung des Vereins legte den Grundstein für die Auseinandersetzung mit den Problemen und Forderungen junger Menschen innerhalb der Sozialdemokratischen Arbeiterpartei (SDAPÖ). Trotz anfänglichen Widerstands von Teilen der Partei und Gewerkschaften wurde die sozialistische Jugendbewegung schnell zu einem wichtigen Element der österreichischen Arbeitskraft. Junge Aktivistinnen protestierten gegen die Misshandlung von Lehrlingen, stießen dabei auf Widerstand durch die Erstellung von „Schwarzen Listen“ durch Zünfte und die Ausschließung prominenter Rednerinnen und politisch aktiver Personen von Lehrlingsstellen. Trotzdem wuchs der Verein. Nach zwei Jahren lag die Mitgliederzahl bei 150 Jugendlichen. Im Jahr 1897 drückte ein Protest mit mehr als 500 Teilnehmenden die Unzufriedenheit über die verzögerte Genehmigung des Vereinsstatutes aus. Schließlich konnten auch die Behörden das neue Statut nicht länger verhindern und in rascher Folge entstanden lokale Gruppen in den meisten Bezirken von Wien. Zu den ersten gehörten Leopoldstadt, Margareten, Meidling, Favoriten, Ottakring und Brigittenau. In späteren Jahren bildeten sich Gruppen in allen Bezirken von Wien. Erst 1901 wurde in Graz ein zweiter „Verein Jugendlicher Arbeiter“ gegründet.
Bald darauf beteiligte sich die Jugend aktiv an allen Veranstaltungen der Partei und der Gewerkschaften. Trotz gelegentlichen Widerstands und Missverständnissen gab es echte Unterstützerinnen sowie Befürworterinnen der Jugendarbeit innerhalb der Partei. Auf verschiedenen Kongressen arbeiteten Jugendvertreterinnen daran, Akzeptanz für ihre Aktivitäten von der Sozialdemokratischen Arbeiterpartei zu gewinnen. Bis 1903 war der Großteil des Widerstands der Partei überwunden, was zu einer Resolution auf dem SDAPÖ-Kongress führte, die eine aktive Unterstützung der Jugendbewegung durch die Partei besiegelte. Der darauf folgende Parteikongress im Jahr 1907 festigte den Status der Jugendbewegung, indem er sie in die Satzung der Partei integrierte.

#### Der jugendliche Arbeiter
Da es anfangs keine Mittel zur Informationsübermittlung gab, war die Organisation gezwungen, mühsam gestaltete und händisch reproduzierte Broschüren zu verteilen, was das Potenzial für eine schnelle Expansion des Vereins begrenzte. Es gab viele Vorschläge und Diskussionen, um dieses Problem zu lösen, aber alle Versuche scheiterten zunächst aufgrund finanzieller Beschränkungen. Im Jahr 1901 gründete die Margareten Gruppe einen privaten „Preßfond“ zur potenziellen Gründung einer Zeitung. Im gleichen Jahr beschloss der Wiener Verein Jugendlicher Arbeiter, einen offiziellen Pressefonds im größeren Rahmen zu schaffen. So wurde am 15. Oktober 1902 die erste Ausgabe der Zeitung „Der jugendliche Arbeiter“ veröffentlicht.
Während der Austrofaschistischen Periode zeitweise unterbrochen, hatte die österreichische Arbeiterjugend seitdem ein Informationsinstrument in den Medien. Die Zeitung wurde an die damals unabhängigen Verbände geschickt und etablierte einen engen Kontakt zwischen einzelnen Funktionären und Mitgliedern. Die Frage der Finanzierung stellte jedoch eine wiederkehrende Herausforderung dar. Die Gründungskonferenz des Vereins im Jahr 1903 beschloss, das Magazin zum offiziellen Organ des VJA zu machen und damit die Verantwortung aller Zweige der Organisation für die Zeitung zu etablieren.
Die neue Zeitung berichtete hauptsächlich über praktische Lehrlingsfragen, vernachlässigte jedoch nicht wichtige Bildungs- und Kulturarbeit. Sie gewann erfolgreich prominente Parteiführer wie Leopold Winarsky für populäre „Gedenkartikel“ oder Kurzbiografien großer Persönlichkeiten im Sozialismus.

#### Nationale Expansion
Im Jahr 1903 entschieden die Wiener Funktionäre, dass Zeit für einen landesweiten Verein reif war. So fand am 13. März 1903 die Gründungskonferenz des Vereins Jugendlicher Arbeiter für ganz Österreich statt. Der Vorsitzende war Anton Jenschik von 1903 bis 1918, bis zum Ende des Ersten Weltkriegs. Zwei bedeutende und einflussreiche Persönlichkeiten für den Verein waren Robert Danneberg und Leopold Winarsky. Bis zum Ausbruch des Ersten Weltkriegs hatte die Organisation mehr als 16.000 Mitglieder. Der Vereinskongress formulierte die folgende Liste von Forderungen, die die weitere politische Entwicklung der Organisation maßgeblich beeinflussen sollten:
1. Die Lehrzeit darf zwei Jahre, eine eventuelle Probezeit mit eingerechnet, nicht überschreiten.
2. Achtstündiger Maximalarbeitstag für alle Personen unter 18 Jahren.
3. 36-stündige ununterbrochene vollständige Sonntagsruhe ohne Klauseln für alle Personen unter 18 Jahren.
4. Abschaffung des körperlichen Züchtigungsrechtes.
5. Regelung der Stellenvermittlung.
6. Staatliche Fürsorge für arbeitslose Lehrlinge.
7. Unentgeltlichkeit des Rechtsschutzes.
8. Anstellung von eigenen Lehrlingsinspektoren.
9. Verbot der Lehrlingsverwendung zu häuslichen und überhaupt zu außergewerblichen Arbeiten.
10. Obligatorische Einführung des Tagesunterrichtes an allen gewerblichen Vorbereitungs-, Fortbildungs- und Fachschulen sowie strenge Bestrafung derjenigen Meister, die ihre Lehrlinge hindern, diese Schulen zu besuchen.
11. Arrest oder empfindliche Geldstrafen für diejenigen Meister, die einer der angeführten Bestimmungen zuwiderhandeln.

Diese Resolution, die mit ähnlichem Inhalt in allen Konferenzen bis zur Gründung der Ersten Republik verabschiedet wurde, diente als Grundlage für die nachfolgenden politischen Initiativen und Projekte des VJA.

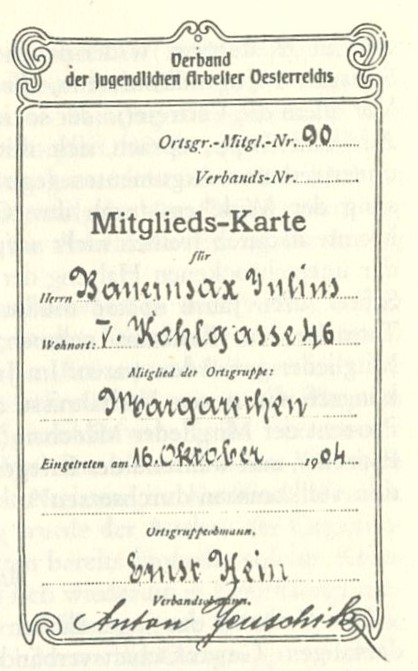
VJA Mitgliedskarte (1904)

#### Die Jugendinternationale – Gegen den Krieg
Um die Jahrhundertwende spiegelten die Lehrlingssysteme in anderen europäischen Ländern die in Österreich wider und führten zur Bildung von Lehrlingsvereinen wie dem VJA und Jugendgruppen in Ländern wie Deutschland, Skandinavien und Frankreich. Die Nachwirkungen des internationalen Kongresses der sozialistischen Parteien in Stuttgart im Jahr 1907 führten dazu, dass Vertreterinnen verschiedener Arbeiterjugendorganisationen zur ersten internationalen Konferenz der Sozialistischen Jugend zusammenkamen. Karl Liebknecht übernahm den Vorsitz, und Robert Danneberg wurde der Sekretär, wodurch Wien zum Sitz des internationalen Sekretariats wurde. Dieser erste Versuch der internationalen Zusammenarbeit von Jugendgruppen hatte drei klare Ziele: den Kampf gegen Militarismus, Ausbeutung und Alkoholismus. Zu den wichtigsten Zielen gehörten die Verhinderung zukünftiger Kriege und die Aufklärung der Jugend über die Natur des Militarismus.
Ein entscheidender Moment ereignete sich 1912, als Mädchen und junge Frauen das Recht erhielten, Mitglieder des VJA zu werden, was eine bedeutende Entwicklung markierte. Trotz der Priorisierung des Kampfes gegen Militarismus an vorderster Front der politischen Agenda konnten die Jugendorganisationen, einschließlich der österreichischen und deutschen Sozialdemokraten, den Ausbruch des Ersten Weltkriegs nicht verhindern. Der Kriegsausbruch löste nationalistische Strömungen in ganz Europa aus, wobei der Patriotismus in Deutschland, Frankreich und Österreich zunahm.

### 1918–1934: Sozialistische Arbeiter-Jugend

#### Erste Republik
Der Sturz der Monarchie und die Auflösung des Kaiserreichs am Ende des Ersten Weltkriegs wurden mit der Ausrufung der Ersten Republik Österreich am 10. September 1919 begleitet. Dies entfachte eine revolutionäre Stimmung, die die gesamte Bevölkerung erfasste. Das alte Regime mit der verhassten k.u.k.-Verwaltung war zusammengebrochen, und es begann eine Zeit, in der überfällige Reformen mit revolutionärem Charakter umgesetzt werden konnten. Der angesehene Sozialist Karl Renner leitete die provisorische Regierung, und Karl Seitz wurde Bürgermeister von Wien. Das allgemeine Wahlrecht, das auch Frauen als gleichberechtigte Bürger einschloss, wurde Realität. Die Einführung eines 8-Stunden-Arbeitstags und innerbetrieblicher Urlaub für Arbeiter wurden umgesetzt, und Arbeitern wurde das Recht eingeräumt, ihre Räte am Arbeitsplatz zu wählen.
Die Jugendbewegung beteiligte sich aktiv an dieser transformatorischen Periode und erreichte zahlreiche Reformen in den Anfangstagen der Ersten Republik. Durch eine koordinierte Anstrengung brachten Wiener Lehrlinge am 2. März 1919 erfolgreich ein Relikt aus der k.u.k.-Ära zu Fall. Ausgelöst durch einen flächendeckenden Streik der Wiener Lehrlinge wurden rasch neue Gesetze erlassen. Anschließend folgten Schulverwaltungen in anderen Regionen. Der 5. Kongress markierte nicht nur einen lange überfälligen Generationswechsel, der durch den Ersten Weltkrieg unterbrochen wurde, sondern auch den Beginn der Expansion der Organisation. 1919 änderte die Organisation ihren Namen, um den Entwicklungen in der österreichischen Sozialdemokratie während der Ersten Republik zu entsprechen. Sie wurde zu einer echten Großorganisation für junge Arbeiter, genannt „Sozialistische Arbeiter-Jugend (SAJ)“. Bis 1923 hatte sie 38.000 Mitglieder, und selbst 1932, trotz des Drucks von Reaktionären, hatte sie noch 28.000 Mitglieder in 528 Gruppen. Neue, weniger politische Formen der Organisation und Kultur, wie Wandern, Tanzen, Lager usw., wurden eingeführt, um die Jugend besser zu erfassen und in die Organisation zu integrieren. Die Verhinderung der Depolitisierung der Jugend wurde ausschließlich auf die offenen Klassenwidersprüche zwischen den Arbeitern und dem Kapital zurückgeführt. Mit seinen Angriffen auf die sozialen Errungenschaften der Arbeiterbewegung richtete sich das Kapital gegen die sozialistische Jugend, und während dieser Zeit waren mehr als die Hälfte der Mitglieder arbeitslos.
Die Stärke der SAJ lag hauptsächlich in ihrer qualitativen Arbeit, Diskussionen und Schulungen sowie ihrer organisatorischen Geschicklichkeit. Dies machte sie zur führenden Kraft bei der Unterstützung sowohl parlamentarischer als auch außerparlamentarischer Kämpfe der Jugend um ihre sozialen Rechte. Die interne Diskussion in diesen Jahren drehte sich darum, ob die politisch kämpferische Linie, vertreten von Personen wie Manfred Ackermann, oder die sozialistische, kulturelle und pädagogische Arbeit, vertreten von Felix Kanitz, im Rahmen einer politischen Jugendbewegung Vorrang haben sollte. Im „Richtungsstreit“ von 1926 ging Felix Kanitz als „Sieger“ hervor. Dennoch blieb die Sozialistische Arbeiter-Jugend eine stark politisierte Organisation.

#### Vordringen des Faschismus
Angesichts von Adolf Hitlers Machtaufstieg in Deutschland begann die SAJ erstmals mit Vorbereitungen für illegale Aktivitäten. Ein bezeichnendes Beispiel für die reaktionäre Haltung der österreichischen bürgerlichen Parteien zu jener Zeit war das Verbot der Aufführung von Erich Maria Remarques „Im Westen nichts Neues“ im Jahr 1931. Die Wiener SAJ musste sich auf Zugreisen nach Pressburg begeben, um den Film zu sehen. Die Hinweise auf den Niedergang der österreichischen Demokratie waren für aufmerksame Beobachter bereits erkennbar.

### 1934–1945: Sozialistische Jugend in der Illegalität

#### Revolutionäre Sozialistische Jugend
Schon Monate vor den Februarkämpfen begannen Diskussionen über Formen des Widerstands und des Untergrundkampfes innerhalb der SAJ. Das Verbot der SDAPÖ und die Zerschlagung ihrer Strukturen, einschließlich der Jugendorganisationen, führten zu einer vollständigen Neuausrichtung der Organisation. Die Massenorganisation wurde zu einer verdeckten Untergrundorganisation umgewandelt. Ihre Ziele waren klar: den sozialistischen Geist in der Jugend gegen den intellektuellen Terror der Faschisten, einschließlich der Heimwehren und der Nationalsozialisten, zu verteidigen und sich durch Schulungen und Bildungsmaßnahmen gegen die gravierende Verschlechterung der sozialen Situation der Sozialistischen Arbeiterjugend durch illegale Flugblattkampagnen zu mobilisieren. Die Anzeichen für den Niedergang der österreichischen Demokratie hatten für diejenigen, die bereit waren zu beobachten, begonnen.
Als eine Nachfolgeorganisation der verbotenen SAJ und der SDAPÖ ging am 19. Februar 1934 die „Revolutionäre Sozialistische Jugend“ (RSJ) hervor. Die RSJ konnte größtenteils auf die Mitglieder der SAJ zurückgreifen, da die meisten von ihnen arbeitslos wurden und die sozialistische Jugendarbeit, die ihrem Leben einen selbstbestimmten Sinn gegeben hatte, nicht verlieren wollten.
Gemeinsam mit den Revolutionären Sozialisten versuchte die RSJ, eine vermittelnde Position zwischen den reformistischen, sozialdemokratischen und den kommunistisch orientierten Arbeiterbewegungen einzunehmen. Sie unterstützten Otto Bauers Konzept des „Integralen Sozialismus“. Bauer schlug vor, dass Sozialisten und Kommunisten, wie vor dem Ersten Weltkrieg, wieder in einer einzigen Partei vereint sein sollten. Bauer erkannte an, dass diese Einheit kompliziert war und mehr als nur eine mechanische Addition bedeutete. Der Integrale Sozialismus sollte eine Synthese aus dem revolutionären, sich in den sozialdemokratischen Reformismus verwandelnden und dem demokratisch entwickelten revolutionären Bolschewismus sein.
Nach 1934 sahen sich junge Sozialisten schweren Konsequenzen für ihr Engagement im Widerstand gegenüber. Josef Gerl, ein führendes Mitglied der RSJ aus Wien, wurde im Juli 1934 hingerichtet, da der austrofaschistische Kanzler Engelbert Dollfuss eine Begnadigung verweigerte. Roman Felleis, einer der ersten Führer der RSJ, starb 1945 in einem Konzentrationslager. Bruno Kreisky, der später Parteivorsitzender der SPÖ und Bundeskanzler wurde, verteidigte sozialistische Prinzipien während des bedeutenden Sozialistenprozesses von 1936 und bekräftigte seine Überzeugung, dass der Klassenkampf das einzige Mittel zur Befreiung der Arbeiterklasse sei.
Mit dem Einmarsch der Armee Hitlers in Österreich im März 1938 stellten alle Revolutionären Sozialisten, und auch die RSJ, ihre Aktivitäten ein. Einige Sozialisten setzten ihren Widerstand in Untergrundgruppen fort, wobei viele von ihnen den ultimativen Preis zahlten, darunter die letzten Führer der RSJ, Hans Kunks und Stefanie Kunks.

#### Sozialistische Jugend – Internationale
In den Jahren der Verfolgung und Isolation der Revolutionären Sozialistischen Jugend in Österreich spielte die Unterstützung durch die internationale sozialistische Bewegung natürlich eine bedeutende Rolle. Insbesondere die großzügige materielle Unterstützung durch die sudetendeutschen und andere Verbände sowie die vielfältige politische und moralische Unterstützung erwiesen sich als äußerst wertvoll. Im Gegensatz dazu blieb die politische Bedeutung und Wirksamkeit der SJl eher gering.
Die Sitzungen des Exekutivkomitees und des Büros sowie die Kongresse (in Kopenhagen, August 1935, und in Lille, August 1939) waren geprägt von intensiven Konflikten, die die Spaltungen und Probleme der internationalen sozialistischen Bewegung zu dieser Zeit widerspiegelten. Joseph Buttinger, ein österreichischer Revolutionärer Sozialist, bemerkte später kritisch: „Die sozialistischen Internationals setzten unbeirrt ihren sozialdemokratischen Kurs fort, und ihre wirksame Wirkung war damals, wie zuvor, nahezu null.“ Gegen die Dominanz der rechten Mehrheit in der SJl (Schweden, Dänemark, Holland, Deutschland, der Tschechoslowakei und anderen), zu der auch die Vorsitzenden (Koos Vorrink 1932–1935, Hans Christian Hansen 1935–1939, Torsten Nilsson ab 1939), der Sekretär Erich Ollenhauer und die meisten Mitglieder des Büros und des Exekutivkomitees gehörten, bildete sich hauptsächlich in Frankreich und Belgien eine radikale Opposition. „Die belgischen Genossen“, erklärte ihr Vertreter auf der Sitzung des Exekutivkomitees am 31. März und 1. April 1937 in Brüssel, „vermissen die notwendige Initiative in der Führung der Internationalen und bedauern das Fehlen revolutionärer Lösungen. Die Sozialistische Jugend International ist zu abhängig von den schwachen und reformistischen Politiken des SAI (Sozialistische Arbeiter International).“
Die Linke plädierte in erster Linie für eine politisch aktivere Haltung innerhalb der sozialistischen Jugendbewegung, für die Zusammenarbeit mit den Kommunisten und für eine positive Haltung gegenüber der Sowjetunion, insbesondere nach der Einführung der Volksfrontpolitik auf dem 7. Weltkongress der Komintern oder dem 6. Weltkongress der Kommunistischen Jugendinternationale (KJI) im Jahr 1935. Sie setzten sich auch für eine Orientierung hin zur Diktatur des Proletariats ein. Im Jahr 1936, als oppositionelle Verbände aus Frankreich, Belgien und Italien eine Sonderkonferenz in Toulouse einberiefen und die Bildung einer Arbeitsgruppe revolutionärer sozialistischer Jugend (eines sogenannten Linksbündnisses) und die Aufteilung der SJI in politische und kulturelle Sektionen vorschlugen, wurde eine Spaltung mit der Zustimmung anderer Organisationen knapp vermieden. Die illegale Sozialistische Jugend Österreichs, vertreten durch Ernst Papanek (Deckname Ernst Pek), sympathisierte mit dem Linksbündnis, aber verpflichtete sich in einer Vereinbarung Anfang 1937 zur Loyalität. Es kam jedoch zu Spannungen, als die französischen Delegierten, weniger radikal und opportunistischer, die Münchner Vereinbarung von 1938 begrüßten. Die österreichischen Vertreter widersetzten sich dieser Haltung vehement und argumentierten, dass die deutsche Arbeiterklasse keine Befreiung vom Faschismus durch einen neuen Krieg erwartete, sondern verlangte, dass die Mächte davon absehen, Hitlers weitere Expansion zu unterstützen.

#### Spanischer Bürgerkrieg
Die SJI erlangte ausschließlich während des Spanischen Bürgerkriegs von 1936 bis 1939 erhebliche politische Bedeutung. Nach dem Ausbruch des militärischen Aufstands initiierte die sozialistische Arbeiterbewegung, einschließlich der SJI und ihrer angeschlossenen Verbände, rasch umfangreiche politische und materielle Unterstützungsmaßnahmen für die legale republikanische Regierung. Diese Bemühungen entwickelten sich letztendlich zu der bedeutendsten Solidaritätsaktion in der Geschichte der internationalen Arbeiterbewegung. Im Streben nach dem spanischen Freiheitskampf überwand die SJI-Führung ihre antikommunistische Haltung und integrierte einstimmig die Vereinigte Sozialistische Jugend Spaniens. Diese Integration fand im April 1937 statt. Im Sommer 1937, als eine SJI-Delegation Spanien besuchte, wurden auf Wunsch der Spanier direkte Kontakte zur KJI hergestellt. Hansen, Ollenhauer und der Generalsekretär der KJI, Michal Wolf, stimmten einer Eskalation der Hilfe für Spanien zu. Zusätzlich wurde Ernst Papanek, der Vertreter der RSJ, der seit Anfang 1937 die spanischen Bemühungen der SJI leitete, zum offiziellen Gesandten der unparteiischen Internationalen Hilfe-Kommission für die spanische Jugend ernannt. Darüber hinaus meldeten sich Tausende junger Sozialisten, darunter zahlreiche Österreicher, in den Internationalen Brigaden, neben Arbeitermilizen, Anarchisten und Trotzkisten. Trotz ihrer Bemühungen konnten sie den Sieg des Franco Regimes nicht verhindern, das erhebliche Unterstützung aus Deutschland und Italien erhielt. Nachdem die Sozialistische Arbeiterpartei Spaniens im März 1939 die Beziehungen zur vereinigten Jugendorganisation abgebrochen und ihre eigene Jugendbewegung (die kommunistische Vereinigte Sozialistische Jugend Spaniens) wiederhergestellt hatte, wurde diese einstimmig auf dem Kongress von Lille 1939 aus der SJI ausgeschlossen, mit 39 Enthaltungen. Nach solchen Erfahrungen, die bald darauf durch den Hitler-Stalin-Pakt verschärft wurden, zerstoben alle Illusionen über Volksfront und Einheitsfront innerhalb der sozialistischen Jugendbewegung.

#### Auflösungsprozess der SJI
Organisatorisch gelang es der SJI relativ gut, die schweren politischen Umwälzungen zu überstehen, was dazu führte, dass ihr Sekretariat im Mai 1938 von Prag nach Paris verlegt wurde. Nach der Integration der polnischen Jugendorganisation „Zukunft“ und der großen norwegischen Arbeiterjugendvereinigung im Jahr 1937 war die SJI zwar auf dem Höhepunkt ihrer Ausdehnung, aber viele ihrer Mitgliedsorganisationen kämpften bereits ums Überleben. Einige dieser Organisationen waren illegal, andere existierten nur auf dem Papier. Mit dem militärischen und politischen Zusammenbruch der Demokratien im Frühjahr 1940 erreichte der Auflösungsprozess der SJI seinen Höhepunkt. Die letzten Treffen fanden beim 6. Kongress im Sommer 1939 in Lille statt, bei dem auch Bruno Kreisky als Vertreter der illegalen Sozialistischen Jugend Österreich sprach, und bei einer Bürobesprechung am 27. Februar 1940 in Brüssel. Schließlich hörten die SJI, die SAI und später (1942) auch die Komintern und die KJI mit ihren Aktivitäten auf.

### Seit 1945: Sozialistische Jugend Österreich

#### Neubeginn in der Nachkriegszeit

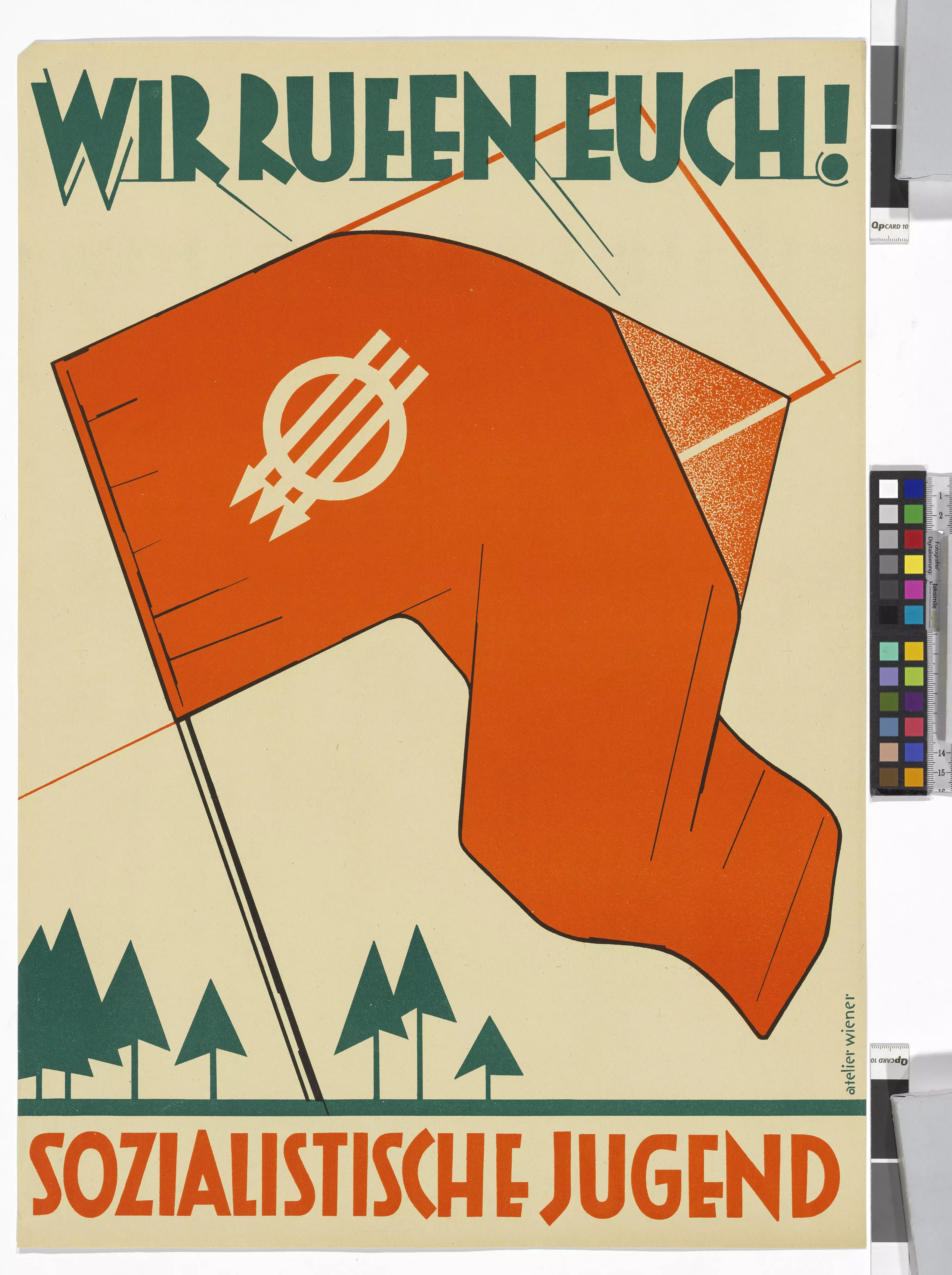
Plakat Sozialistische Jugend

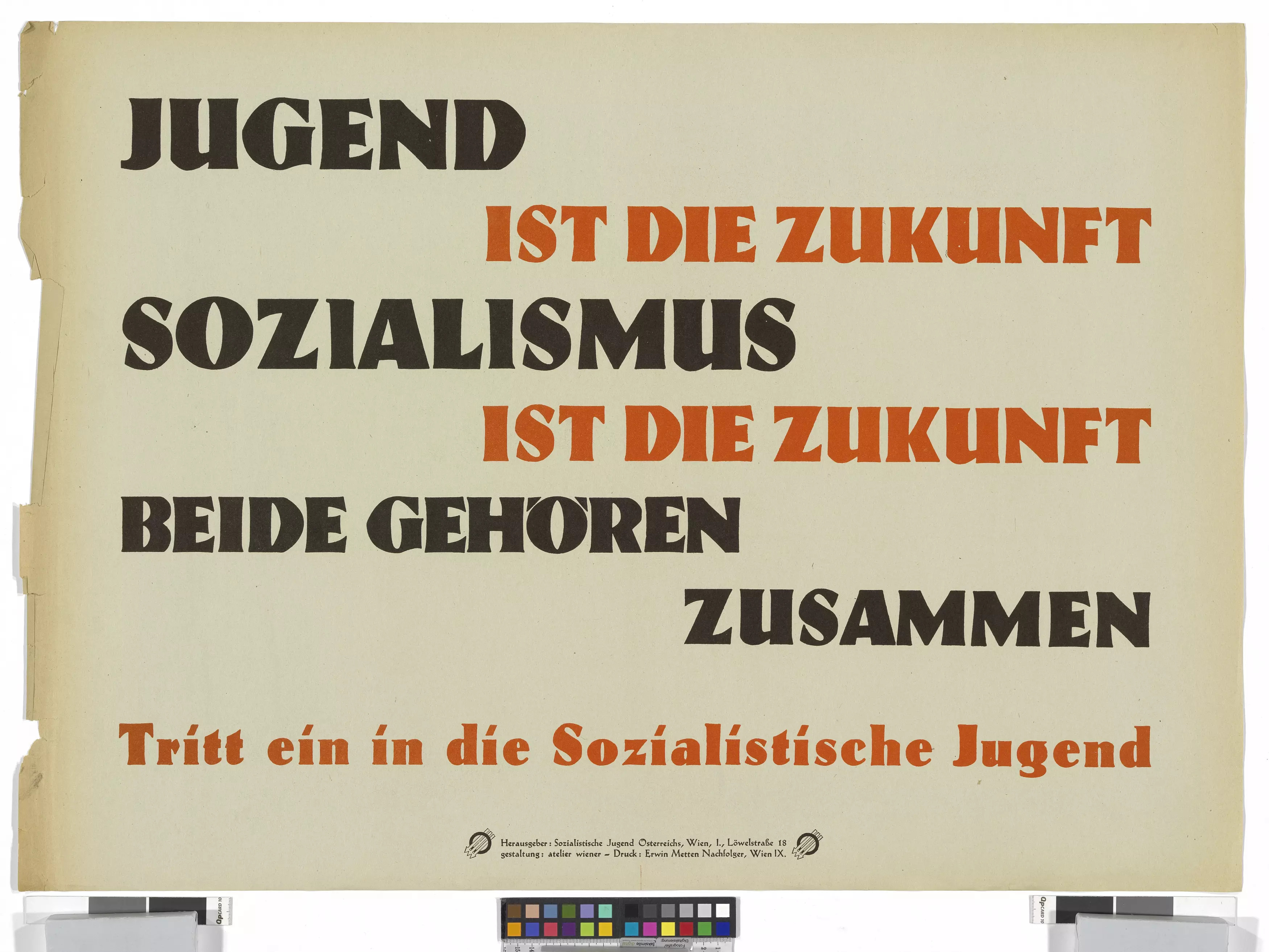
Schriftplakat zur Anwerbung von Nachwuchs

Nach dem Zweiten Weltkrieg wurde die Organisation unter ihrem heutigen Namen als „Sozialistische Jugend Österreich“ (SJÖ) neu konstituiert, vom 7. bis zum 9. Dezember 1946 fand der erste Verbandstag (Bundeskonferenz) statt. Erster Vorsitzender der SJÖ wurde damals Peter Strasser, der diese Funktion bis 1954 innehaben sollte.
Grundstein zur Neugründung der Organisation war eine Kundgebung von rund 1000 Jugendlichen im Wiener Gemeindebezirk Brigittenau. Zu diesem Zeitpunkt war die Zustimmung der Alliierten notwendig. Da die Kundgebung nicht untersagt worden war, sah man dies als Einverständnis der Besatzungsmächte. Trotzdem waren Funktionäre in anderen Bundesländern öfter dazu verpflichtet, den lokalen Militärkommandanten Bericht zu erstatten.
Am ersten Jugendverbandstag gab es Übernahmeversuche seitens der kommunistischen Freien Österreichischen Jugend, die von der SJ innerhalb kurzer Zeit aufgehalten werden konnten. In den Folgejahren bis zur Unterzeichnung des Staatsvertrags kam es mehrmals zu Auseinandersetzungen zwischen Kommunisten und Sozialisten.
1948 wurde die Verbandszeitung Trotzdem gegründet. Als Vorgänger galt die Stimme der Jugend, welche unmittelbar nach Ende des Zweiten Weltkriegs erstmals erschien. Diese wurde allerdings nach mehreren Verwarnungen von den sowjetischen Besatzungsmächten verboten.
Das Thema Mitbestimmung stand in den 1950er Jahren programmatisch im Vordergrund. 1952 beschloss man ein Sozialprogramm für die arbeitende Jugend, sechs Jahre später einigte man sich auf die Aktion Lasst die Jugend mitgestalten. Damals wurde die Anerkennung der Jugend in der Gesellschaft gefordert. Ein weiteres Kernthema war die Neutralität Österreichs sowie die Landesverteidigung. In diesem Bereich stimmte man mit der SPÖ in vielen Punkten überein. Die Forderung nach einer maximalen Dienstzeit im Bundesheer von vier Monaten konnte zwar nicht durchgesetzt werden, allerdings handelte die SPÖ mit der Österreichischen Volkspartei einen ähnlichen Gesetzesentwurf aus. Dieser sah eine maximale Dienstzeit von sechs Monaten vor.

#### Entpolitisierung
Der 5. Verbandstag brachte einen Generationswechsel mit sich. Peter Strasser, Gründer und letztes Mitglied des ersten Verbandsvorstandes, wurde von Heinz Nittel als Vorsitzender abgelöst. In den darauffolgenden Jahren wurde die SJ immer mehr entpolitisiert und die Mitgliederzahlen sanken. Als Gegenmaßnahme entwickelte sich die Aktion Kader: die SJ rekrutierte einen Funktionärkader, um gegen die interne Krise anzukämpfen. Trotz dieser Bemühungen konnte man diese nicht bewältigen. Ausgehend von einem Vorschlag des Mitglieds Fritz Koppe wurde die Schulungsarbeit in der Organisation begonnen.
Im Dezember 1964 fand der zehnte Verbandstag der Sozialistischen Jugend statt. Zu diesem Zeitpunkt befand sich sowohl die SPÖ (Olah-Affäre) als auch die SJ in der Krise. Nach 10 Jahren an der Spitze der Organisation wurde Heinz Nittel als Vorsitzender der SJ abgewählt. Sein Nachfolger war Peter Schieder, der den Verband aus der Krise führen sollte. Gegen Mitte der 1960er Jahre stieg die Mitgliederzahl wieder an, die zuvor konstant gefallen war. Im März 1965 protestierte man gegen den neofaschistischen Uni-Professor Taras Borodajkewycz. Bei einer Großdemonstration der österreichischen Widerstandsbewegung, die auch von der SJ unterstützt wurde, kam Ernst Kirchweger als Opfer von gewalttätigen Jungfaschisten ums Leben.
Gegen Ende der 1960er Jahre wurden die Protestbewegungen, an denen die Sozialistische Jugend beteiligt war, immer größer. In dieser Zeit fasste der damals amtierende Vorsitzende Peter Schieder die politische Lage in folgenden Worten zusammen:

„Es geht um politische Forderungen. Der ernste Protest richtet sich gegen das Senile und Fossile, gegen das Erstarrte in der Gesellschaft, gegen die, die sich's gerichtet haben und von nichts Neuem mehr hören wollen, gegen das Establishment. Dadurch gewinnt die Bewegung an Attraktivität bei den denkenden Jugendlichen […] Das wird auf vielen Gebieten und auch in unserer Bewegung seine Auswirkungen haben. Neue Formen werden erprobt, neue Methoden der Aktion gefunden werden müssen.“

#### Aktionspolitik unter SPÖ-Alleinregierung
In den nächsten Jahren versuchte Schieder, die Sozialistische Jugend mit dem 1956 gegründeten SPÖ-Jugendverband Junge Generation zu vereinen. Dies scheiterte allerdings am internen Widerstand. 1968 näherte sich die SJ dem Verband Sozialistischer Student_innen in Österreich an und nahm eine Mittlerrolle im Konflikt mit der SPÖ ein. Es kam in der Folge zu einem Streit mit dem rechtsgerichteten Flügel der Sozialdemokratischen Partei, darunter der damalige Verteidigungsminister Karl Lütgendorf. Die Sozialistische Jugend versuchte in der Zeit eine Verkürzung des Wehrdienstes auf 6 Monate durchzusetzen, als Kompromiss akzeptierte man eine zusätzliche Waffenübungsdauer von 60 Tagen.
Unter der zwischen 1970 und 1983 stattgefundenen Alleinregierung der Sozialdemokraten unter Bruno Kreisky wurden einige Forderungen der SJ durchgesetzt, so beispielsweise die Einführung des Zivildienstes oder die Reduktion der Arbeitszeit von Jugendlichen auf 40 Wochenstunden.
Unter Johann Hatzl, der 1973 Obmann der Sozialistischen Jugend geworden war, fand 1974 nach langer Zeit wieder ein Fackelzug statt. In einem Aufruf zum Nationalratswahlkampf 1975 war außerdem eine kritische Einschätzung der Sozialdemokraten enthalten, die die SJ von ihrer Mutterpartei distanzieren sollte.

#### Linkswende mit Ackerl und Cap
Da Hatzl 1976 nach der Zusammenstellung des dritten Kabinetts Kreisky in den Nationalrat eingezogen war, fand an der Organisationsspitze wieder ein Wechsel statt, neuer Vorsitzender wurde Josef Ackerl. Mit den damaligen Verbandssekretären Josef Cap und Reinhard Todt wurde eine radikale Linkswende vollzogen und eine Brücke zum Marxismus geschlagen.

„Die SJÖ muss darauf hinarbeiten, dass für die Arbeiterbewegung das kapitalistische System wieder klarer als Konfliktquelle erkennbar ist, um dann alle Möglichkeiten ausschöpfen zu können, den Prozess zur Errichtung der Sozialistischen Gesellschaftsordnung voranzutreiben.“

Als selbsternannte „linkssozialistische Kraft“ bestritt man 1978 wieder einen Verbandstag, auf dem es erneut einen Wechsel an der Spitze geben sollte: Josef Cap löste Josef Ackerl als Vorsitzenden ab. Dieser richtete die Partei noch weiter in das linke politische Spektrum. Zentrale Themen zu dieser Zeit waren Arbeitszeitverkürzung, die Friedensfrage und die Positionierung gegenüber der Errichtung des Kernkraftwerk Zwentendorf. Obwohl sich die SJÖ klar gegen das Atomkraftwerk aussprach, führte der Vorsitzende der niederösterreichischen SJ, Karl Schlögl, einen klaren Pro-Zwentendorf-Kurs. Das Ergebnis der Volksabstimmung über die Inbetriebnahme fiel sehr knapp aus, mit 50,5 % konnten sich die AKW-Gegner aber durchsetzen.
1982 wurde innerhalb der SJ nach dem Kontakt mit der britischen Militant Tendency die trotzkistische Gruppe Vorwärts (heute Sozialistische Linkspartei (SLP)) gegründet. Nachdem 1991 bis 1992 viele Vorwärts-Mitglieder ausgeschlossen wurden, beschloss die Gruppe, den Entrismus in der SJ und SPÖ zu beenden. Dabei folgte sie auch dem Vorbild der Militant Tendency, die den Entrismus ebenfalls einstellte. Einige Mitglieder wollten jedoch weiterhin Entrismus betreiben und spalteten sich ab und gründeten die Zeitschrift Der Funke, die auch innerhalb der SPÖ entstand. Später trat Der Funke in die (IMT) ein. Der größere und wesentlich einflussreichere Flügel in der SJ bestand aus den Personen, die sich auf den Austromarxismus beriefen.
Auch neben dieser grundsätzlichen Ausrichtungsfrage positioniert sich die SJ in konkreten Fragen zumeist links von der Mutterpartei. Das bedeutet, dass nicht nur die meisten reformerischen Forderungen der SPÖ seitens der SJ radikaler formuliert werden, sondern dass mitunter SPÖ-Vorschläge und die SPÖ-Politik scharf kritisiert und auch direkt abgelehnt werden. Dies war zum Beispiel 1978 so, als der damalige SPÖ-Bundeskanzler Bruno Kreisky das Kernkraftwerk Zwentendorf in Betrieb nehmen wollte, was durch eine Volksabstimmung verhindert wurde. Als 1994 in Österreich unter dem SPÖ-Bundeskanzler Franz Vranitzky über den Beitritt zur EU abgestimmt wurde, stand die SJ diesem Beitritt äußerst kritisch gegenüber, von großen Teilen (zum Beispiel der Landesorganisation Niederösterreich) wurde der EU-Beitritt abgelehnt. Auch in anderen Fragen stellt sich die SJÖ weit radikaler als die Mutterpartei, so fordert die SJ zum Beispiel die Abschaffung des österreichischen Bundesheeres und die Legalisierung weicher Drogen (Cannabis).

#### Erneuter Linksruck mit Andreas Kollross
Unter der Führung von Andreas Kollross ging es mit der SJÖ nach langer Zeit wieder bergauf. Dutzende Neugründungen von Orts- und Bezirksgruppen in fast allen Bundesländern und die stärkere Politisierung der Organisation zeugten vom weiteren Erstarken der Sozialistischen Jugend. Am Verbandstag 2004 wurde schließlich ein neues Grundsatzprogramm beschlossen, das sich erstmals wieder ausdrücklich auf den Wissenschaftlichen Sozialismus berief und klar antikapitalistisch und feministisch ausgerichtet war.

#### Dvorak wird Vorsitzender und Grundsatzprogramm wird beschlossen
Nach vier Jahren löste Ludwig Dvorak Andreas Kollross 2004 als Vorsitzender ab. Er wurde am Verbandstag von 81,6 Prozent der rund 200 Delegierten gewählt. Unter Ludwig Dvorak bekannte sich die SJ zu antikapitalistischer, antimilitaristischer, antifaschistischer, internationalistischer und antisexistischer Politik. Im Jänner 2005 präsentierte die Sozialistische Jugend die Kampagne unter dem Titel „Den Rechten die Zähne zeigen“. Angelehnt an die Kampagne, hielt die SJ jährlich den „Antifa Monat“ ab, der mit dem Antifa Seminar und der Befreiungsfeier seinen Abschluss fand.

#### Torsten Engelage übernimmt Vorsitz für ein Jahr
Torsten Engelage wurde im September 2006 neuer Vorsitzender der SJ und löste Ludwig Dvorak ab. Die Wiedererlangung der organisatorischen Stärke sollte für die nächsten zwei Jahre im Vordergrund stehen. Zudem rückte Anti-Sexistische Arbeit in den Vordergrund der Organisation. Bei der Nationalratswahl 2006 am 1. Oktober 2006 führte der ehemalige SJ-Vorsitzende Alfred Gusenbauer die Sozialdemokratie als Spitzenkandidat zum Wahlsieg. Die SJ warb offensiv für eine Minderheitsregierung statt für eine Koalition mit der ÖVP und warnte vor einer großen Koalition ohne sozialdemokratische Handschrift.
Nach dem Abschluss des Koalitionsvertrages zwischen SPÖ und ÖVP im Jänner 2007 kam es zu massivem Widerstand seitens der SJ gegen die Parteiführung, da eine sozialdemokratische Handschrift in diesem Regierungspapier vermisst wurde. Daraufhin wurde unter anderem die Bundesparteizentrale der SPÖ in der Löwelstraße kurzzeitig besetzt. Nach nur einem Jahr als Vorsitzender legte Torsten Engelage seinen Vorsitz in der SJ zurück und Wolfgang Moitzi, Vorsitzender der SJ Steiermark, rückte ihm nach.

#### Wolfgang Moitzi vereint den Verband
Wolfgang Moitzi gelang es in der interimistischen Vorsitzzeit, den Verband wieder zu einen. Er wurde im Oktober 2007 am 32. ordentlichen Verbandstag der SJ in Linz mit 90,52 Prozent als Vorsitzender gewählt. Weiters wurde an diesem Verbandstag eine 50-Prozent-Frauenquote für den Verbandsvorstand beschlossen und ab dann eingehalten. Die SJ präsentierte sich damit auch innerhalb der Sozialdemokratie als Vorkämpferin für feministische Politik und ist nach wie vor eine Verteidigerin der Frauenquote, deren Existenz und Einhaltung in der SPÖ oft ignoriert wird.
Mit der Initiative „Reiche müssen zahlen“ setzte die SJ nach der Weltwirtschaftskrise einen Schwerpunkt auf die Forderung nach Vermögenssteuern und versuchte, sowohl Bündnispartner zu suchen als auch innerparteilichen Druck zu erzeugen. Trotz anfänglicher Ablehnung der Bundespartei konnte die SJ einen innerparteilichen Kurswechsel am Bundesparteitag 2010 erzielen, wo auf Antrag der SJ die Wiedereinführung von Vermögenssteuern beschlossen wurde.

#### Fokus auf internationale Arbeit und IUSY World Festival
Ab 2008 legte die SJ wieder einen Schwerpunkt auf die internationale Arbeit. Im Juli 2011 wurde erstmals nach Jahrzehnten wieder ein IUSY World Festival in Österreich abgehalten. Rund 3.000 Teilnehmer aus der ganzen Welt trafen sich dabei im Europacamp der SJ, um sich über ihre politische Arbeit auszutauschen. Wenige Tage vor Beginn des Festivals fanden die rechtsextremen Anschläge auf das Feriencamp der norwegischen Schwesterorganisation AUF statt. Trotz dieses terroristischen Aktes wurde das IUSY Festival ein Erfolg und konnte durch große mediale Präsenz unter dem Motto „We are all AUF activists“ ein Zeichen des Erinnerns setzen. Durch dieses internationale Festival konnte die internationale Arbeit wieder verstärkt ins Bewusstsein der Organisation rücken. Dieser neue Zugang zur internationalen Arbeit zeigte sich auch daran, dass die SJ mit Sebastian Schublach, Boris Ginner und Sandra Breiteneder beziehungsweise mit Anna Bruckner und Naomi Dutzi seit 2010 in den Präsidien der europäischen und internationalen Dachverbände YES (früher ECOSY) und IUSY vertreten war. Gemeinsam mit anderen europäischen Schwesterorganisationen gelang es in den Jahren 2012/13 außerdem, mit der „RISE UP“-Kampagne die erste internationale Kampagne in der Geschichte der SJ auf die Beine zu stellen.

#### Bundesparteitag 2012 und Volksbefragung zur Wehrpflicht
Neben demokratischeren, partizipativeren Strukturen forderte die SJ am Bundesparteitag der SPÖ 2012 ein neues Parteiprogramm. Trotz Widerstandes durch die Parteispitze wurden diese Forderungen am Parteitag angenommen und entsprechende Arbeitsgruppen installiert. Seit 2012 kämpft die SJ für die Umsetzung dieser Reformen. Am Bundesparteitag 2014 wurde ein Antrag beschlossen, dass erstmals alle Parteimitglieder über das neue Parteiprogramm abstimmen können, verpflichtende Themenräte eingeführt und Urabstimmungen erleichtert werden.
Bei der ersten bundesweiten Volksbefragung in der Geschichte Österreichs zur Beibehaltung der allgemeinen Wehrpflicht vollbrachte die SPÖ eine 180-Grad-Wende und wurde zur Proponentin eines Berufsheeres. Die SJ blieb in dieser Diskussion ihrer Linie treu und setzte sich für die mittelfristige Beibehaltung der allgemeinen Wehrpflicht ein und für die langfristige gänzliche Abschaffung des Bundesheeres.

#### Widerstand gegen Fortsetzung der Koalition zwischen SPÖ und ÖVP
Mit einer eigenen Kampagne namens „GEHT’S NET, GIBT’S NET“ war die SJ auch im Nationalratswahlkampf 2013 aktiv. Ein Schwerpunkt dabei lag auf dem Thema leistbares Wohnen, das die SJ über Monate kampangisierte. Dabei wurde ein ur-sozialdemokratisches Thema wieder aufgegriffen und in die öffentliche Debatte gerückt. Durch wachsenden Druck sah sich die SPÖ einmal mehr gezwungen weite Teile der SJ-Forderungen zu übernehmen. Das Ergebnis der Nationalratswahl war mit einem starken Aufschwung rechtspopulistischer Kräfte eine herbe Enttäuschung. Auch der versuchte Einzug von Wolfgang Moitzi über ein Grundmandat in der Obersteiermark gelang, trotz über 5000 Vorzugsstimmen, knapp nicht. Die SJ positionierte sich klar gegen eine Weiterführung der „GroKo“ und warb für eine Urabstimmung über das Koalitionspapier in der SPÖ. In den ersten Monaten der neuen Regierung Faymann II konnte sich die SJ in der Folge als klare Kraft für ein Ende der Großen Koalition und einen Politikwechsel profilieren.

#### Julia Herr wird erste weibliche Vorsitzende
Der Verbandstag am 4. Mai 2014 in Graz war geprägt von der ersten Doppelkandidatur seit langem. Mit Fiona Kaiser, die im Wesentlichen von Niederösterreich, Oberösterreich, Tirol und Vorarlberg unterstützt wurde, und Julia Herr, die Kandidatin der Landesorganisationen Burgenland, Wien, Steiermark und Salzburg war, bewarben sich zwei Frauen um den Verbandsvorsitz. Das führte im Vorfeld des Verbandstages zu einer monatelangen breiten Diskussion über neue Organisationsformen und demokratischere Strukturen innerhalb der SJ. Das Festhalten am Grundsatzprogramm und an der marxistischen Ausrichtung der Organisation war im Programm beider Kandidatinnen zu finden und wurde beschlossen. Julia Herr wurde schließlich mit 54 % zur ersten weiblichen Vorsitzenden in der Geschichte der Sozialistischen Jugend Österreich gewählt.
Zur Jahresmitte 2014 gelang es der SJ, mit dem Relaunch der Kampagne „Lieber bekifft ficken als besoffen fahren“ das Thema der Legalisierung von Cannabis wieder zu einer breiten öffentlichen Diskussion zu machen. Andere Parteien – wie die Grünen und die NEOS – sprangen im Zuge der Debatte auf die SJ-Forderung auf und eine Petition an den Nationalrat erreichte rund 30.000 Unterschriften.

#### Flüchtlingskrise 2015
Als im Jahr 2015 rund zwei Millionen Menschen in Länder der Europäischen Union flüchteten, beteiligte sich die SJ aktiv an Hilfsaktionen. Unter dem Motto “Refugees welcome! Zusammen sind wir stärker” positionierte sich die SJ deutlich im Sinne einer humanen Asylpolitik und gegen Instrumentalisierungen durch rechtspopulistische Parteien wie der FPÖ.

#### Nationalratswahl 2017 und schwarzblaue Koalition
Auf die Nationalratswahl 2017, bei der die ÖVP unter Sebastian Kurz erstmals seit 2004 die relative Mehrheit erreichen konnte, folgte eine Neuauflage einer Regierungskoalition zwischen ÖVP und FPÖ. Die SJ reagierte auf diese Koalitionsbildung mit einer „Widerstandskampagne“ gegen Schwarz-Blau und warf der damaligen Bundesregierung „Sozialabbau“ und „Rassismus“ vor. Beispiele dafür seien die Einführung des 12-Stunden-Tages, die Zerstörung der Selbstverwaltung der Sozialversicherungsträger sowie die Einführung rassistischer Deutschklassen gewesen.

#### Ibiza-Affäre und Nationalratswahl 2019
Nachdem am 17. Mai 2019 erste Berichte zum “Ibiza-Video” veröffentlicht wurden, veranstaltete die SJ einen Tag später eine Demonstration vor dem Ballhausplatz, bei der sich rund 10.000 Menschen versammelten. Dort forderte die Vorsitzende Julia Herr ein Ende der schwarzblauen Regierungskoalition sowie die Ausrufung von Neuwahlen, da Sebastian Kurz, so Herr, den „Korruptionssumpf“ erst möglich gemacht hätte.
Julia Herr kandidierte bei den wenig später stattfindenden EU-Wahlen auf dem 6. Platz, wobei sie die zweitmeisten Vorzugsstimmen aller SPÖ-Kandidaten erhielt. Bei der Nationalratswahl 2019 kandidierte sie auf dem 7. Platz der SPÖ-Bundesliste und zog nach der Wahl in den Nationalrat ein.

#### Paul Stich wird Vorsitzender
Am Verbandstag 2020 verzichtete Julia Herr auf eine weitere Kandidatur. Der Floridsdorfer Paul Stich wurde mit rund 88 Prozent der Stimmen am Verbandstag zu ihrem Nachfolger gewählt. Stich betonte die Notwendigkeit einer Besteuerung der Superreichen und wiederholte die Forderung nach einer progressiven Millionärssteuer mit einem Höchststeuersatz von 80 Prozent ab einem Vermögen von zwei Milliarden Euro.
Die Jahre 2020 und 2021 waren von der Corona-Pandemie geprägt, weshalb auch die Sozialistische Jugend einige ihrer politischen Veranstaltungen und Seminare absagen bzw. online abhalten musste. Trotzdem gelang es der SJ, ihre politische Arbeit fortzusetzen und die vielfältigen Strukturen zu erhalten.

#### Positionierung Vorsitzwahl 2023
Nach anhaltenden personellen Streitigkeiten innerhalb der SPÖ und den herben Verlusten der SPÖ bei den Landtagswahlen in Niederösterreich und in Kärnten, forderte SJ-Vorsitzender Paul Stich als Erster einen vorgezogenen Parteitag, um die „Führungsfrage zu klären“ und Glaubwürdigkeit zurückzuerlangen. Zugleich wiederholte die SJ ihre langjährige Forderung nach einer Direktwahl des Parteivorsitzes durch alle Mitglieder der SPÖ. Bei der anschließenden Mitgliederbefragung unterstützte die Sozialistische Jugend die letztlich erfolgreiche Kandidatur von Andreas Babler. Für Stich verkörpere Babler am glaubwürdigsten, dass er „Politik von unten nach oben“ machen wolle.

#### Larissa Zivkovic wird Vorsitzende
Am außerordentlichen Verbandstag am 22. Februar 2025 in Wien wurde Larissa Zivkovic, bisherige Landessekretärin der SJ Oberösterreich, mit 90,05 Prozent der Stimmen zur neuen Vorsitzenden der Sozialistischen Jugend gewählt und ist somit die zweite weibliche SJ Vorsitzende.
In ihrer Antrittsrede betonte Zivkovic die Bedeutung der Demokratisierung der Arbeitswelt als zentrale Voraussetzung für eine starke und widerstandsfähige Demokratie. Sie forderte mehr Mitbestimmung für Arbeitnehmer in Betrieben und sprach sich für ein verpflichtendes Vetorecht von Arbeitern über wesentliche Unternehmensentscheidungen aus.
Sie kündigte an, mit voller Kraft für eine gerechtere Gesellschaft zu kämpfen, in der wirtschaftliche Macht demokratisch kontrolliert wird.

## Mitgliedschaften
Auf nationaler Ebene ist die Sozialistische Jugend Mitglied der Österreichischen Bundesjugendvertretung (1953 noch als „Bundesjugendring“ gegründet), in der 40 demokratische Kinder- und Jugendverbände Mitglieder sind. Darüber hinaus ist die Sozialistische Jugend in einigen Bündnissen, wie der Offensive gegen Rechts.
Auf internationaler Ebene ist die SJ Mitglied der Sozialistischen Jugendinternationale International Union of Socialist Youth (IUSY) sowie der Young European Socialists (YES).

## SJÖ Vorsitzende (nach 1945)
- 1946–1954: Peter Strasser (Wien)
- 1954–1964: Heinz Nittel (Wien)
- 1964–1972: Peter Schieder (Wien)
- 1972–1976: Johann Hatzl (Wien)
- 1976–1978: Josef Ackerl (Oberösterreich)
- 1978–1984: Josef Cap (Wien)
- 1984–1990: Alfred Gusenbauer (Niederösterreich)
- 1990–1992: Martin Winkler (Oberösterreich)
- 1992–1996: Karl Delfs (Burgenland)
- 1996–2000: Robert Pichler (Steiermark)
- 2000–2004: Andreas Kollross (Niederösterreich)
- 2004–2006: Ludwig Dvorak (Wien)
- 2006–2008: Torsten Engelage (Niederösterreich)
- 2008–2014: Wolfgang Moitzi (Steiermark)
- 2014–2020: Julia Herr (Burgenland)
- 2020–2025: Paul Stich (Wien)
- seit 2025: Larissa Zivkovic (Oberösterreich)